# سلنیوم تترافلورید
سلنیوم تترافلورید (به انگلیسی: Selenium tetrafluoride) با فرمول شیمیایی SeF۴ یک ترکیب شیمیایی با شناسه پاب‌کم ۱۲۳۳۱۱ است. که جرم مولی آن ۱۵۴٫۹۵۴ g/mol می‌باشد. شکل ظاهری این ترکیب، بلورهای زرد و سفید است.